# Пусть звучат голоса Родезии
«Пусть звучат голоса Родезии!» («Возвысьтесь, о голоса Родезии!»; «Rise, O Voices of Rhodesia» или просто «Voices of Rhodesia») — бывший национальный гимн непризнанной африканской республики Родезия с 1974 по 1979 года. Мелодией стала «Ода к радости», четвёртая часть 9-й симфонии, законченная Людвигом ван Бетховеном в 1824 году. Это музыкальное произведение также было использовано для гимна Европы в 1972 году. Был объявлен конкурс на лучшие слова под эту композицию, в котором победила уроженка Южной Африки Мэри Блум из города Гвело.
После провозглашения независимости Родезия формально продолжала считать королеву Великобритании Елизавету II главой государства и поэтому в качестве национального гимна использовалась песня «God Save the Queen». И даже после преобразования в республику в 1970 году королевский гимн использовался в качестве официального. Наконец в 1974 году песня «Rise, O Voices of Rhodesia» стала новым гимном непризнанного государства. В декабре 1979 года, когда Родезия на короткий период снова вошла в состав Британии «Rise, O Voices of Rhodesia» лишилась официального статуса. Исполнение знаменитой мелодии Бетховена до сих пор взывает споры и разногласия в современном Зимбабве.

## Текст гимна
Rise, O voices of Rhodesia,

God may we Thy bounty share.

Give us strength to face all danger,

And where challenge is, to dare.

Guide us, Lord, to wise decision,

Ever of Thy grace aware,

Oh, let our hearts beat bravely always

For this land within Thy care.

Rise, O voices of Rhodesia,

Bringing her your proud acclaim,

Grandly echoing through the mountains,

Rolling o’er the far flung plain.

Roaring in the mighty rivers,

Joining in one grand refrain,

Ascending to the sunlit heavens,

Telling of her honoured name.

### Статьи
- Bullivant, Michael. Zimbabwe music lovers in harmony. The Daily Telegraph (англ.). London: Telegraph Media Group.
- Nyoka, Justin V. J. Smith regime doing away with last British influences (англ.). Baltimore, Maryland: The Afro-American. p. 22.
- Zimbabwe athlete sings own anthem (англ.). London: BBC. Архивировано 2 октября 2012 года.
- Rhodesia picks Ode to Joy. The Vancouver Sun (англ.). Vancouver, British Columbia: Postmedia News. p. 12.